# Cvadratura cercului

Cvadratura cercului: aria cercului este egală cu cea a pătratului. În 1882 s-a demonstrat că această construcție este imposibilă doar cu rigla și compasul.

Cvadratura cercului este o veche și celebră problemă de geometrie. Problema cerea să se construiască un pătrat care să aibă aceeași arie cu cea a unui cerc de rază dată, folosind doar rigla și compasul, adică doar instrumentele pe care le aveau la dispoziție geometrii antici. 
În notația matematică modernă, dacă cercul are raza r, pătratul ar trebui să aibă latura de lungime {\displaystyle r{\sqrt {\pi }}}. În 1882, însă, Ferdinand von Lindemann a demonstrat că π este un număr transcendent (adică nealgebric, deci care nu poate fi construit cu rigla și compasul). Din aceasta rezultă că și lungimea laturii pătratului ar trebui să fie tot un număr transcendent; ca urmare construcția este imposibilă.